# (29102) 1981 EA22
A (29102) 1981 EA22 a Naprendszer kisbolygóövében található aszteroida. Schelte J. Bus fedezte fel 1981. március 2-án.